# Katar címere
Katar címere egy aranysárga korong széles szegéllyel, amely felül fehér, alul barna és a két szín fűrészfogakkal válik el egymástól. A sárga korongon két barna szablya között egy arab vitorlás, a dzau és két pálmafa található a kék és fehér hullámos sávok felett. A széles szegély fehér részén a Daula Katar (Katar Állam) felirat olvasható arabul, de az alsó részen általában az ország teljes angol neve is olvasható.